# Valley Parade
A Valley Parade, szponzorációs eseményeken Utilita Energy Stadion egy labdarúgó-stadion Bradfordban, West Yorkshire megyében, Angliában. 1886-ban épült és a Manningham rögbicsapatának otthona volt 1903-ig, amikor a rögbiről átálltak a labdarúgásra, így ezt követően a Bradford City pályája lett, mely jelenleg Gordon Gibb klubelnök befektetéseinek a része. Egy idényen át a Bradford Park Avenue-nak, míg két szezonon keresztül a Bradford Bulls rögbiegyesületnek is otthont adott, valamint több angol utánpótlásmérkőzést rendeznek meg itt.
1908-ban, miután a gárda feljutott az első osztályba, Archibald Leitch építészt bízták meg a pálya újjáépítésével. A stadion átesett néhány változáson az 1985. május 11-i tűzkatasztrófáig, ekkor 56 szurkoló vesztette életét és legalább 265 sebesült meg. A tragédia után átépítették, majd 1986 decemberében nyitották meg újra. Az 1990-es és a 2000-es évek elején ismét jelentős változásokon esett át az aréna, amely jelenleg 25 136 férőhellyel rendelkezik. 1911-ben a Burnley elleni FA-kupa mérkőzésen a 39 146 kilátogató nézővel akkori rekordot állított fel a csapat, ez a szám azóta is  fennmaradt mérföldkő Angliában, ami a nézőszámokat illeti. Az átépített stadion legnagyobb látogatottsága a 2015-ben zajló Reading elleni FA-kupa negyeddöntőhöz köthető.

## Története
Az 1876-ban alapított Manningham Rugby Futball Club eredetileg a Cardigan Fieldsen játszotta mérkőzéseit, a bradfordi Carlisle Roadtól nem messze. Amikor a területet eladták, hogy ez által megkönnyítsék a Drummond School megépítését, a klubnak új otthonra volt szüksége. A Valley Parade területének egyharmadát megvették Manninghamben, rövid távon bérelve azt, így lehetőségük volt ott játszaniuk az 1886–1887-es szezonban. Az új terület és az út, amelyre épült, felvették a helyi térség nevét, a Valley Parade-et, mely elnevezés a Manningham alatti meredek domboldalra utal. A térség korábban kőbányaként üzemelt és többségben a Midland Railway Company tulajdonában volt.
A klub 1400 fontot költött arra, hogy tervezőket alkalmazzon, akiknek feladatuk volt feltárni és felügyelni a pálya talaját, valamint áthelyeztek a Carlisle Roadról egy egyéves lelátót a pálya legmagasabb részére. Az eredeti terület az áthelyezett lelátóból és egy 2000 férőhelyes lépcsőzetes zárt részből állt, ez alatt helyezkedett el a játékosöltöző, a játéktér, egy salakos atlétikai pálya, valamint a kerítés, ezek alapján pedig a teljes kapacitást 18 000 főre korlátozták. A játéktér zúzottkőből, hamuból, termőföldből és fűből készült. 1886. szeptember 27-én nyitották meg az arénát hivatalosan a Wakefield Trinity elleni mérkőzéssel, mely nagyszámú nézőközönséget vonzott, de a gárda az építési munkálatok miatt ezidőtájt idegenben játszotta a legtöbb találkozóját.
1888 karácsonyán a 12 éves Thomas Coyle életét vesztette a nézőtéren, miután a korlát, ami alatt ült, ráomlott és eltört a nyaka. A nyomozás megállapította, hogy halála véletlen volt és a korlátnak támaszkodó nézők a testtömegükkel lenyomva okozták a balesetet. A mérkőzésből származó 115 fontos bevételt a fiú, illetve a balesetben még megsérült gyerekek családja kapta meg.

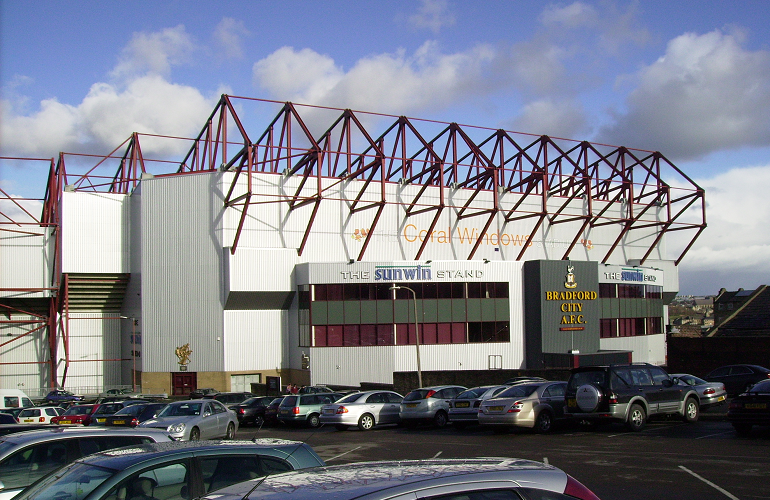
A stadion fő lelátója napjainkban

A Manningham RFC egészen 1903-ig játszott a stadionban, a századforduló alatti pénzügyi kiesés ugyanis arra késztette a klub vezetőségét, hogy felhagyjanak a rögbivel és átálljanak az egyesületi labdarúgásra. Az első labdarúgó mérkőzés, melyet a Valley Parade-en játszottak, 1903. április 6-án a West Yorkshire-i labdarúgók csapata és a regnáló FA-kupa győztes Sheffield United között zajlott. A meccset, melyet 8000 néző kísért figyelemmel, azért szervezték, hogy felkeltsék az érdeklődést a labdarúgás iránt Bradfordban. Az új labdarúgóklubot, a Bradford Cityt pedig beválasztották az English Football League második diviziójába. 1903. szeptember 5-én játszották első meccsüket a Gainsborough Trinity ellen, melyre 11 000 néző látogatott ki. Az 1897-ben végzett átalakításoknak köszönhetően a hazai játékosok a pálya egyik vége mögötti épületet, míg a vendégek a Belle Vue Hotel hátsó részének korábbi rögbi öltözőjét használták öltözőnek. 1906. február 10-én, miután a City 5–1-es vereséget szenvedett a Manchester Unitedtől, a vendégek játékosát, Bob Bonthront megtámadták, miközben el akarta hagyni a játékteret. Ennek eredményeként az Angol labdarúgó-szövetség 14 napra bezáratta az arénát, és arra utasította a csapatot, hogy az 1906–1907-es idényben az öltözőit helyezze át a közeli tüzérségi laktanyába. Több szurkoló ellen büntetőeljárás indult az eset miatt.

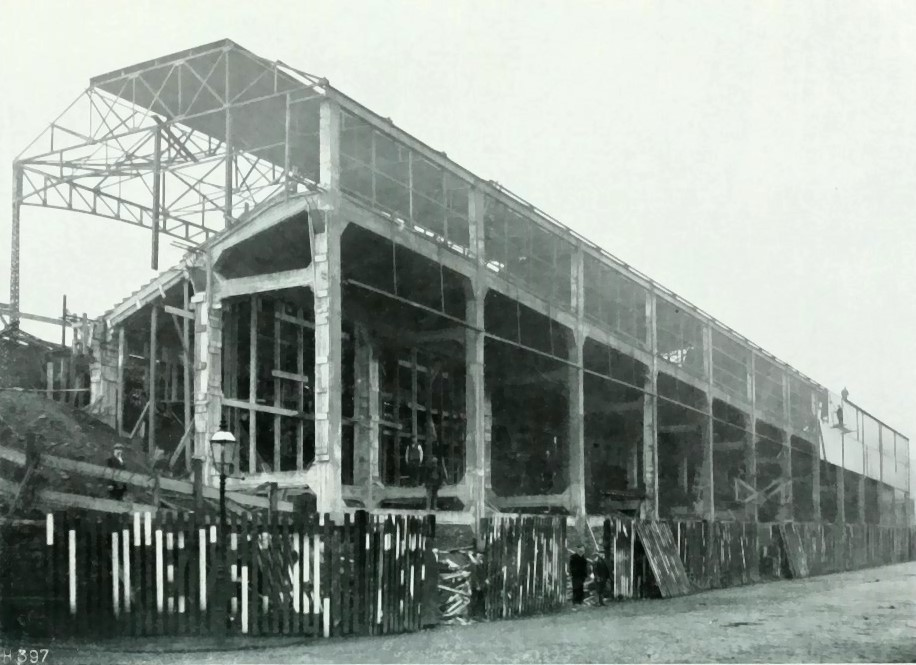
A Bradford City betonból épített Midland Road lelátója teljes egészében 1908-ban készült el.

Miután a klub a másodosztály bajnoka lett, a legelső első ligás szezonjára felkészülve gyors tempóban átépítette az arénát. Archibald Leitch futballépítészt bízták meg, hogy tervezzen egy új teraszt a kifutókhoz – az 1908-ban épült 5300 férőhelyes fő lelátó előtt álló területen –, és építse meg a stadion északi oldalára a Spion Kop lelátót a Midland Road végén, a fő lelátóval szemben. További munkákat végeztek a rácsok lentebb engedése, a korlátok felállítása, a pálya mozgatása és a több forgókapu beépítése érdekében. Az öltözőket is áthelyezték, melyekhez a Kop alatti szobákból a stadion fő lelátója mentén egy folyosó vezetett. A projekt teljes költsége 9958 font volt, a kapacitás pedig 40 000 férőhelyre nőtt. A munkálatokat csak az 1908–1909-es szezon közepén fejezték be, ezek után az első mérkőzésre 1908 karácsonyán került sor, ekkor 36 000  néző látta a Bristol City elleni találkozót. A fejlesztések lehetővé tették az egyesület számára, hogy 1911. március 11-én 39 146 fős látogatottsági rekordot állítson fel a Burnley elleni FA-kupa-győzelem során. Ez a legrégebbi fennmaradt látogatottsági csúcs Anglia bármely bajnoki kiírását tekintve.

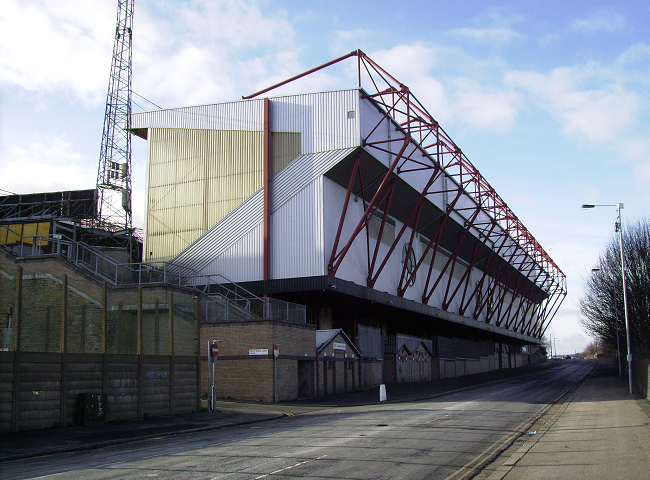
A Midland Road lelátó

1932. március 17-én a klub 3750 fontot fizetett a Midland Railway Companynak a terület további kétharmad részéért, így a 45 éves földterület a teljes tulajdonává vált. 1908 után a stadion változatlan maradt egészen 1952-ig, miután az 1946-ban történt Burnden Park katasztrófa után alapos vizsgálatokat követően elrendelték a kapacitás csökkentését. A vizsgálat eredményeként bezárták a Midland Road lelátó felét. Ezt követően az emelvény acélvázát eladták a Berwick Rangers gárdájának, majd 1954-ben építettek egy kisebb lelátót a stadionban, azonban hat évvel később az alapozási problémák miatt másodszor is le kellett bontani azt. Újabb hat év telt el, mire a Valley Parade mind a négy lelátóját sikerült megnyitni. Hogy lehetővé tegyék egy új lelátó megépítését a Midland Road felőli oldalon, a klubigazgatók 3 yarddal (2,7 méterrel) közelebb helyezték a pályát a fő lelátóhoz. Az új lelátó akkor a bajnokság legkisebb emelvényének számított. 1969-ben további fejlesztéseket hajtottak végre rajta, ekkortól fogva pedig 1970. január 3-án a harmadosztályban szereplő Tottenham Hotspurral vívott 2–2-es döntetlent a City 23 000 néző előtt. A magas költségek arra kényszerítették a klubot, hogy eladja az arénát a Bradford Corporationnek 35 000 fontért, de 1979-ben ugyanezen az áron visszavásárolta azt.
Az 1908-tól 1985-ig terjedő időszakban számos kisebb munkálatot is végeztek a stadion többi részén. Bevezetésre kerültek a reflektorok az angol labdarúgásban. Az aréna fényforrásai 3000 fontba kerültek, ezeket a mindkét oldalon lévő távíróoszlopokra szerelték fel, 1954. december 20-án a Hull City ellen kerültek használatba. 1960-ban cserélték ki őket, melyeket szintén egy Hull City elleni összecsapáson működtettek első alkalommal, ám 1962-ben, miután az egyik oszlop felborult a Gateshead elleni kupatalálkozón, amely így mindössze három tartószerekezettel zajlott le, a labdarúgó-szövetség vizsgálatot indított. 1985-ben Simon Inglis, aki könyveket írt stadionokról, úgy jellemezte a fő lelátóról a kilátást, hogy még mindig ugyanolyan, mint amikor 1908-ban felépítették, mintha egy Sopwith Camel repülőgép pilótafülkéjéből tekintenénk meg a meccseket az elavult támaszai és rúdjai miatt.

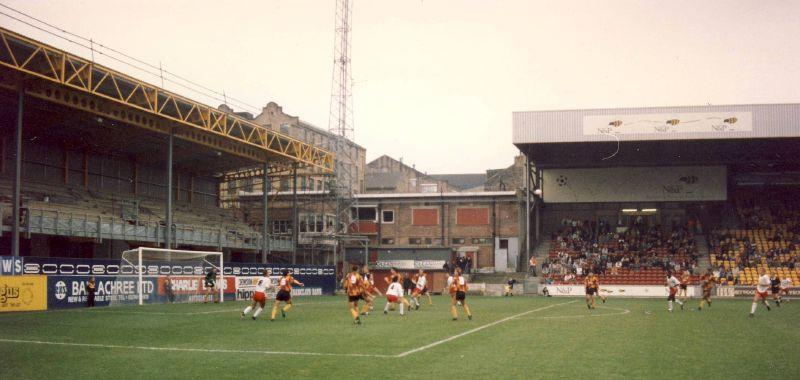
A Valley Parade az 1990-es évek elején, miután a tűzeset után újjáépítették, de még az évtized végi további munkálatok előtt

1985. május 11-én az egyik legsúlyosabb sportkatasztrófa történt a létesítményben, mely során 56 ember halt meg és legalább 265 sérült meg, miután a fő lelátón tűz ütött ki. A tűz a csapat Lincoln City elleni, az 1984–1985-ös bajnokság utolsó mérkőzésének 40. percében kezdődött, és mindössze kilenc perc alatt pusztította el a lelátót. A következő évadban, és az 1986–1987-es idény első öt hónapjában a Bradford City a Leeds United létesítményében, az Elland Roadon, a Huddersfield Town stadionjában a Leeds Roadon, valamint a Bradford Northern Odsal Stadionjában játszotta hazai mérkőzéseit, míg az arénájukat újjáépítették. A 2,6 millió font értékű munkát a J Wimpenny vállalat végezte, mely magába foglalta a biztosításból származó kifizetéseket, a Football League stadiontámogatásait, a klub költségeit és a két bradfordi parlamenti képviselőtől, Geoffrey Lawlertől és Max Maddentől kapott 1,46 millió fontos állami kölcsönt. Új, 5000 férőhelyes fő lelátó épült, mely hosszabb, mint a leégett szerkezet. A Kopot először lefedték, majd 7000 férőhelyesre bővítették. Újabb kisebb műveleteket végeztek a pálya másik két lelátóján is. 1986. december 14-én, 582 nappal a tűzeset után Sir Oliver Popplewell, aki a tűzkatasztrófát vizsgálta, megnyitotta az új stadiont egy angol válogatott elleni mérkőzéssel. A bajnokság során a klub újra a Derby County elleni meccsen lépett pályára, ahol 1–0-s vereséget szenvedett.

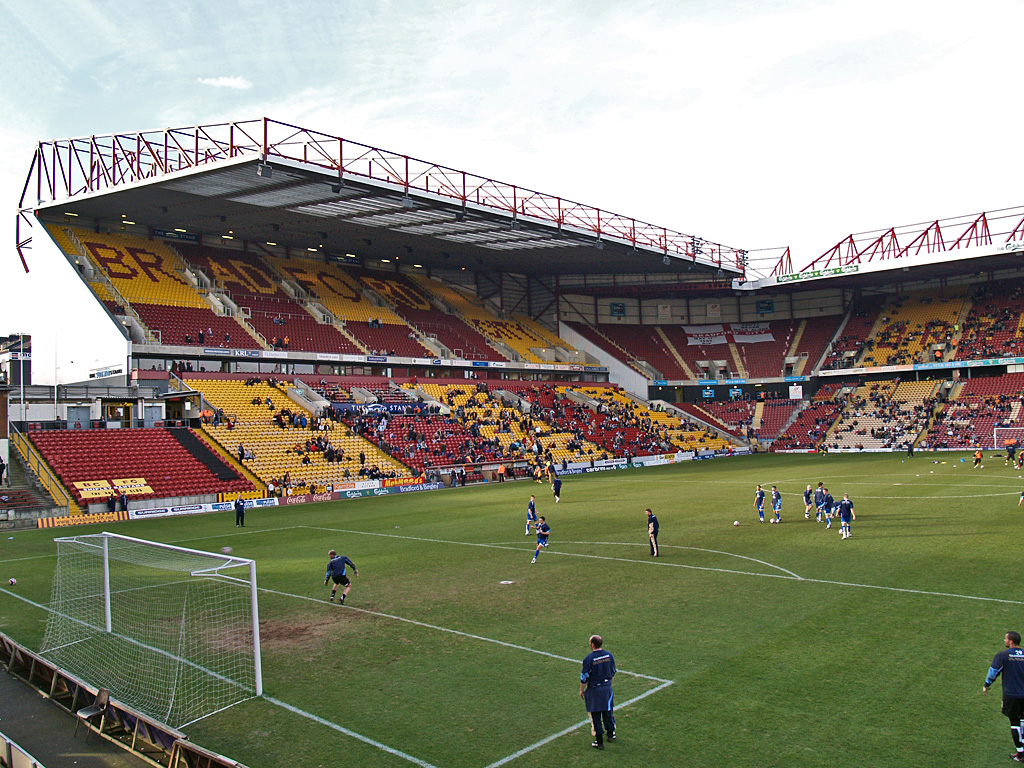
Kilátás a fő lelátóra a stadion Bradford End lelátójának végéről

A tűz után nem változtatott két lelátón az 1990-es években javítottak. 1991-ben a Bradford Endet kétszintes lelátóvá alakították át egy új eredménytáblával. 1996-ban a City másodosztályba való feljutása után Geoffrey Richmond klubelnök bejelentette, hogy egy 4500 férőhelyes lelátó fog épülni a Midland Road oldalán. 1996-ban került először használatba a Sheffield United ellen, majd 1997. március 27-én II. Erzsébet királynő hivatalosan is megnyitotta. Richmond folytatta terveit a pálya újjáépítésével, miközben csapata további sikereket ért el. A Kop tetejét, mely akkoriban Anglia legnagyobb biztonságban álló terasza volt,  a City 1998–1999-es első ligába való feljutásával eltávolították és csökkentették a kapacitást, felkészülve ezzel a 6,5 millió font értékű újjáépítési beruházásra. A Kopot kétszintes, 7500 férőhelyes lelátóvá változtatták. Egy 2300 fős sarokrész is épült, amely a fő lelátó és a Kop közötti sarkot töltötte be. Amikor 2000 decemberében megnyitották, a kapacitás 1970 után először emelkedett 20 000 főre. Ezzel egyidőben létesült egy irodaház és egy bolt. Ezek befejezése után 6,5 millió fontért egy második szint került a fő lelátóra, mely 2001-ben nyílt meg, így a fő lelátó 11 000, míg a stadion összesen 25 000 férőhelyesre bővült.
Richmond tervei között szerepelt az is, hogy a fő lelátó kapacitását 1800 ülőhellyel növeli új öltözők és irodaházak építésével, és egy második szinttel bővíti a Midland Road lelátót, ezzel a létesítmény teljes kapacitását több mint 35 000-re növelve. 2002 decemberében a klub azonban csődeljárás alá került, ekkor Richmond helyére új társtulajdonosok, Julian Rhodes és Gordon Gibbs kerültek. A következő évben az arénát eladták Gibbs nyugdíjpénztárának 5 millió fontért, míg a klub irodáit, boltját és parkolóját 2,5 millióért a londoni székhelyű Developmens Securitiesnek. 2011-ben a csapat éves bérleti díja a nyugdíjpénztár felé 370 000 font volt. Ebben az évben a teljes költségvetés, beleértve az egyéb bérleti díjakat, az adókat, a karbantartási és közüzemi számlákat összesen 1,25 millió font.
A stadiont szponzorációs okokból többször átnevezték. A támogatói közé tartozik a The Pulse rádióállomás, a Bradford & Bingley, az Intersonic, valamint a Coral Windows. Az arénát a szponzorálás miatt 2016 júliusában Northern Commercials Stadion névre keresztelték át, de a labdarúgásban továbbra is Valley Parade néven említik. 2019 júliusában az újabb szponzor miatt átnevezték Utilita Energy Stadionnak.

## Jellemzői

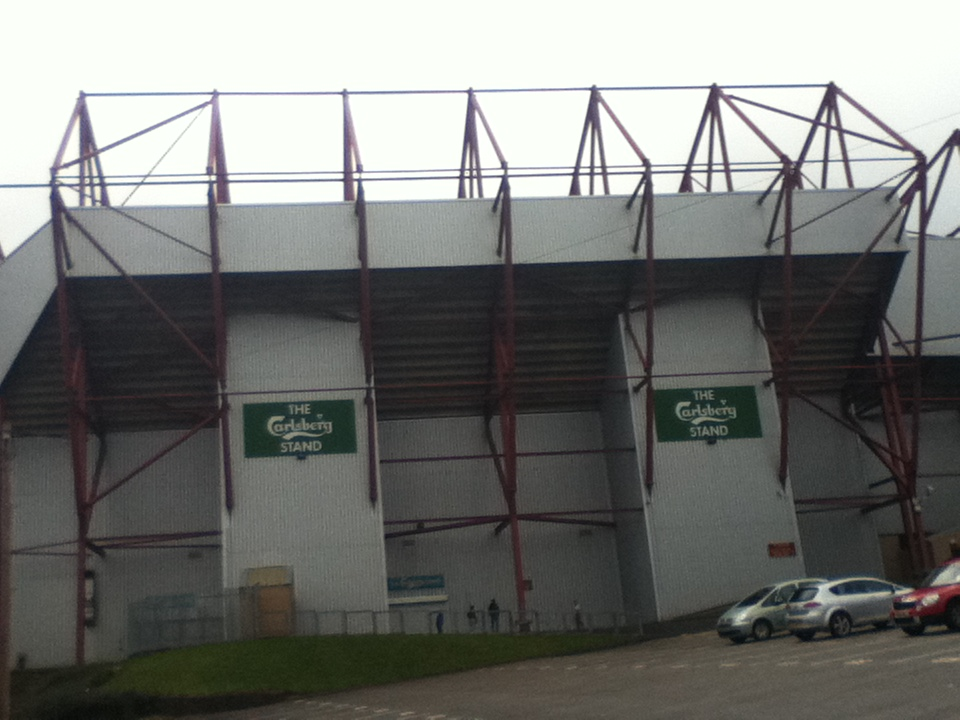
A Kop, melyet korábban Carlsberg lelátónak neveztek

A stadion öt lelátóval rendelkezik: a JCT600 Standdal, a Koppal, a Midland Road Standdal, a North West Cornerrel és a TL Dallas Standdal. Mind az öt fedett, kivéve a fő lelátó egy kis részét, és a Midland Road Stand kivételével mindegyik kétszintes. A legtöbb emelvény konzolos tartójú, és a domboldalon elhelyezkedő talaj miatt a Midland Road Stand túlnyúlik az úttesten.
A legtöbb lelátó hagyományos elnevezésű, de a szponzori szerződések miatt átnevezték őket. A JTC600 Stand a stadion fő lelátója, utóbbiként hívják a szurkolók, de a szponzoráció miatt Sunwin lelátóként ismert. A Kop volt az egyetlen, ahol nem voltak ülőhelyek, és a nevét, mint sok stadion országszerte, a Spion Kop-i csatáról kapta. A Northern Commersials által támogatott East Standot Midland Road lelátónak is nevezik a pálya oldalán lévő út miatt, mivel az áll legközelebb a városközponthoz.
Az aréna teljes kapacitása 25 136 fő. A legnagyobb lelátó a JTC600 Stand, amely 9004 szurkoló befogadására alkalmas, ezt követi a Kop, mely 7492 férőhelyes. A Midland Road Standban 4500, a North West Cornerben pedig 2300 fő fér el. A TL Dallas az öt lelátó közül a legkisebb, 1840 férőhelyes. A stadionban 134 ülőhely található a média képviselői számára.
A Sunwin Standot van lehetőség bővíteni, elhelyezkedése az átlagostól azért eltérő, mert csak a pálya hosszának háromnegyedén fut. Ennek az oldalnak a többi részét egy téglaépület foglalja el, mely a létesítmény délnyugati sarkában található, és amelyben a kluböltözők és a biztonsági irodák vannak. A Sunwind Stand a 17 vezetői páholyt és a konferenciatermeket is magába foglalja, melyek akár 700 fő befogadására is alkalmasak. Egy másik rendezvényterem a Kopban, a Bantams bár további 300 fő befogadására alkalmas. A Kop mögötti parkolóban több irodahelyiség, klubbolt, jegyiroda és múzeum is található. 2010 elejétől a bolt melletti területen van egy fogorvosi rendelő, melyet az Országos Egészségügyi Szolgálat Bradford and Airedale kórháza üzemeltet a futballklubbal együttműködve.
A vendégcsapatok szurkolói 1995 és 2008 között a TL Dallas lelátón ültek, de jelentősebb mérkőzéseken máshol is helyet kaptak. 2008 májusában a klub bejelentette, hogy a TL Dallas Stand a 2008–2009-es szezonban elérhetővé válik a hazai szurkolók számára. A döntés azután született, hogy a klub drukkerei elsöprően pozitívan szavaztak SMS üzenetben a Bradford End lelátó használati jogáról. A 2008–2009-es idény kezdete óta a vendégcsapatok szurkolói az East Stand hátsó tömbjeiben kapnak helyet.

## A tűzkatasztrófa

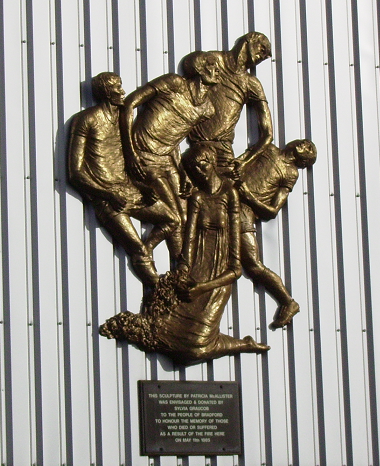
A klub fő lelátóján állított emlékmű a tűz áldozatainak

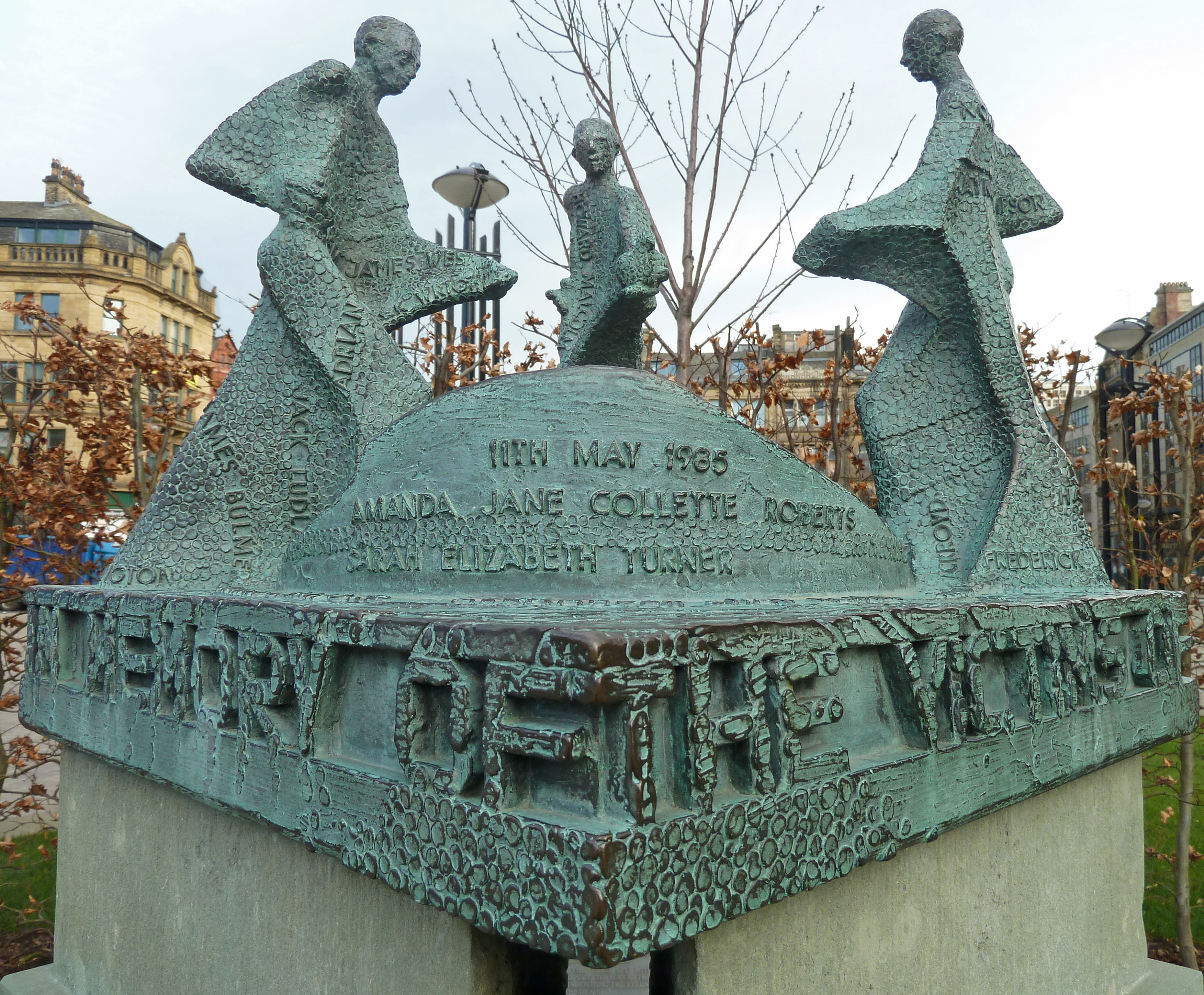
Emlékmű Bradford városközpontjában

1985. május 11-én 11 076 fős közönség vett részt a Bradford City utolsó bajnoki meccsén a harmadosztályban az 1984–1985-ös szezonban a Lincoln City ellen. A bradfordi csapat egy héttel korábban már megszerezte a bajnoki címet, miután 2–0-ra legyőzte a Bolton Wandererst. A bajnoki trófeát a csapatkapitány, Peter Jackson vette át a Lincoln elleni meccs előtt. Az összecsapás 40. percében az eredmény 0–0 volt, ekkor a fő lelátó egyik vége közelében három sorral hátrébb kisebb tüzet észleltek. A lángok perceken belül felerősödtek, a rendőrség pedig kevesebb, mint hat perccel később megkezdte a lelátón lévő emberek kimenekítését. Stafford Heginbotham akkori klubelnök, aki a fő lelátón volt, így jellemezte a tragédiát: „A tűz másodpercek alatt szétterjedt a lelátón. Fulladoztunk a füsttől. Nem tudtunk levegőt venni, ilyen volt a mi napunk." A játékot leállították, a fatető pedig kigyulladt. A tűz az állvány hosszában szétterjedt, így a fa és a tető elkezdett a tömegre zuhanni. Fekete füst borította be a hátsó átjárókat, ahonnan a szurkolók próbáltak menekülni. A tűz végül 56 nézőt ölt meg a 11 éves gyerekektől kezdve a klub egykori 86 éves elnökéig, Sam Firthig. Legalább még 265 szurkoló megsérült. A kevés meglévő szűk menekülési útvonal egyes esetekben zárt ajtókhoz vezetett, ez által a legtöbb néző számára az egyetlen menekülési lehetőség közvetlenül a pálya volt. A mérkőzést félbeszakították és soha nem játszották újra, ugyanis az English Football League elrendelte, hogy ne tekintsék hivatalosnak.
Sir Oliver Popplewell 1986-ban tette közé a tűzzel kapcsolatos vizsgálatát, mely által új biztonsági jogszabályokat vezettek be a sportpályákon. David Woolley törvényszéki tudós úgy vélte, hogy a tüzet egy eldobott cigaretta vagy gyufa okozta, amely az ülések közötti réseken keresztül az állvány alatti üregbe esett, ahol szemét halmozódott fel. Később számos nézőt és 22 rendőrt bátorságdíjjal jutalmaztak aznapi tetteikért.
A lelátó régi fatetejét a Lincoln elleni találkozó másnapján ki kellett cserélni, mert nem felelt meg a másodosztály biztonsági előírásainak, ahol a következő idényben lépett pályára a csapat. 1986 júliusáig azonban az újjáépítési munkák megkezdése elhúzódott. A pályát 1985 szeptemberétől az utánpótlás csapatok mérkőzéseihez használták, de csak az újságírók és a klubtisztviselők tekinthették meg azokat. A Bradford City profi gárdája más West Yorkshire-i stadionokban játszott meccseket, amíg saját arénájukat újjáépítették. A pálya felújítása 2,6 millió (ma 7,7 millió) fontba került, és 1986 decemberében nyitották meg újra.
Több mint 3,5 millió font (ma 10,7 millió) adomány gyűlt össze a tűzben elesett áldozatok családtagjai számára a Bradfordi Katasztrófa-fellebbezési Alapon keresztül. Emlékműveket állítottak fel a stadionban és a városházán, utóbbiról Bradford testvérvárosa, a németországi Hamm gondoskodott. A katasztrófáról a bradfordi városházán május 11-én évente egy ünnepséggel emlékeznek meg, és egy húsvéti ifjúsági tornát rendeznek meg ennek tiszteletére, melyen a Bradford és a Lincoln City, illetve más csapatok is részt vesznek Európából.

## Használata
A Valley Parade adott otthont az első angol válogatott mérkőzésnek, mindössze két hónap után a legelső Football League meccs megrendezését követően. A játékot irányító testület szerette volna népszerűsíteni a sportot West Riding of Yorkshire területén, ezért a stadiont választotta helyszínnek az ír és az angol liga csapata közötti találkozónak, annak ellenére, hogy pályája nem volt megfelelő állapotban. 1903. október 10-én becslések szerint 20 000 néző tekintette meg az összecsapást, melyet az angol liga 2–1-re nyert meg. Az ezt követő 20 évben több nevezetesebb tornának adott otthont az aréna, köztük a Nemzetközi Angol Próbajátékoknak, az 1904-es amatőr FA-kupa döntőjének, továbbá az Anglia–Skócia U15-ös iskolások közötti ütközetnek. Ezek után 1987. április 6-án rendeztek újra válogatott mérkőzést a stadionban, ekkor Anglia U18-as csapata 1–1-es döntetlent játszott Svájc ellen. Azóta több U18-as mérkőzést is játszottak a pályán, a legutolsó ilyen alkalom a 2000 novemberi Belgium elleni ütközet volt. A létesítmény két U21-es barátságos meccsnek is otthont adott. 1999. október 8-án az elsőt Anglia Dánia ellen vívta, mely során 4–1-re győzött, majd 2002. március 26-án a második 1–1-re végződött 21 642 néző előtt Olaszország ellen. Hét évvel később újabb válogatott mérkőzés került megrendezésre, az U19-es Európa-bajnokság selejtezői során a háromoroszlánosok 4–1-es győzelmet arattak Szlovákia ellen. Anglia női válogatottja is többször játszott az arénában, beleértve az első megmérettetésüket 1994-ben Spanyolország ellen.
A Bradford Park Avenue 29 alkalommal mérkőzött meg a stadionban, ide tartozik a svájci Lugano elleni győzelem 1962-ben egy barátságos meccsen, és az összes találkozójuk az 1973–1974-es szezonból, még az utolsó idényükben felbomlásuk előtt. A bradfordi ligarögbiben szereplő Bradford Northern 1920 és 1937 között számos tétmérkőzést játszott a Valley Parade-en, valamint háromszor még pályára lépett az 1980-as és az 1990-es években is. A Bradford Northern a Super League megalakulásával Bradford Bulls néven szerepelt tovább, és két szezonon át, 2001-ben és 2002-ben játszott az arénában, míg otthonukat, az Odsal Stadiont átépítették.

## Rekordok

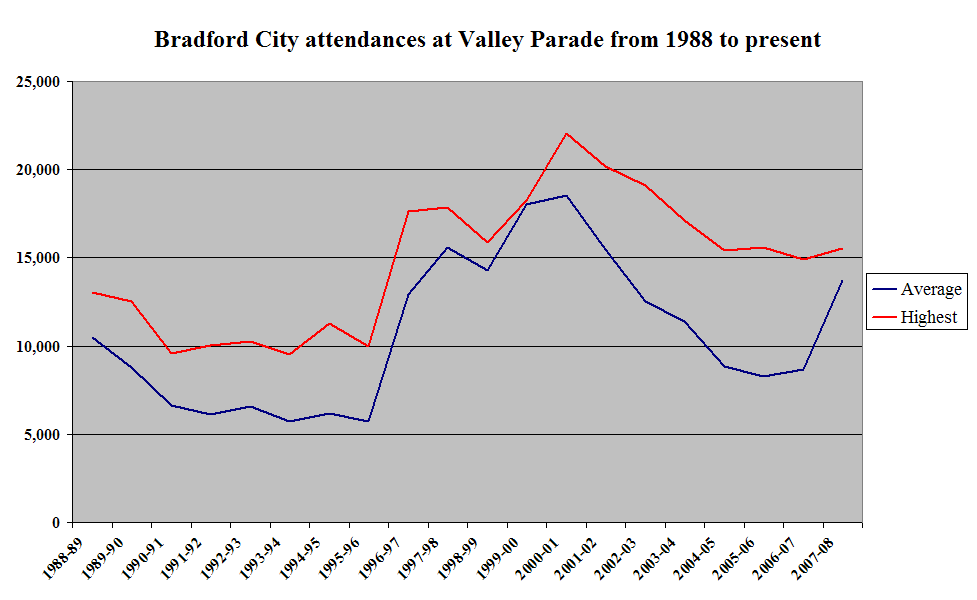
A Bradford City átlagos és legmagasabb látogatottsága a bajnokságokban a Valley Parade-en egy adott teljes szezonjukat tekintve az 1986-ban történő újranyitás után

A Valley Parade legnagyobb nézőszáma 39 146 fő, 1911. március 11-én látogatott ki ekkora számú közönség a Bradford City mérkőzésére a Burnley elleni FA-kupa negyeddöntő során. 1927. szeptember 17-én a bajnokságban a legmagasabb látogatottság 37 059 néző volt a Bradford Park Avenue elleni derbin a harmadosztály északi divíziójában. Az 1986-ban történő átépítés után 2015. március 27-én a látogatottsági rekord 24 321 fő volt a Reading elleni FA-kupa negyeddöntőben, mely felülmúlta a korábbi, 23 971 fős csúcsot, ekkor 2012. december 10-én a Ligakupában aratott győzelmet a gárda az Arsenal ellen. 1981. május 15-én a legalacsonyabb látogatottság 1249 fő volt a Hereford Uniteddel vívott negyedosztályú mérkőzésen. 2001. január 13-án az első osztályban a Manchester United ellen rekord mennyiségű, 181 990 fontos bevétel gyűlt össze.
A bajnoki találkozók hivatalos látogatottsági adatait a Football League 1925-től teszi közé. A City hivatalos átlagnézőszáma az 1928–1929-es osztályt lépő szezonjukban, a harmadik liga északi divíziójában volt a legmagasabb, bár a klub arról számolt be, hogy mindez 1920–1921-ben 22 585 volt. Miután a City feljutott a Premier League-be, az átlagos látogatottság ismét meghaladta a 18 000-et. A csapat az 1999–2000-es idényben átlagosan 18 030 nézőt, míg a következő évadban 18 511 szurkolót regisztrált.
2001. március 4-én a Valley Parade-en eltöltött két éve alatt a Bradford Bulls a St. Helens ellen érte el a legmagasabb nézőszámot a 16 572 fős közönséggel. 2002-ben a Super League VII-ben 11 488 fős átlagot ért el. 1926. február 13-án a Bradford Northern Keighley Cougars elleni Challenge Cup meccsén volt a legtöbb néző, szám szerint 20 973, ekkor a csapatok 2–2-es döntetlent játszottak.

## Közlekedés
Bradfordban két vasútállomás található. Az egyik a Bradford Interchange, mely egyúttal a város fő buszvégállomása is, 1 mérföldnyire (2 km-re) van a stadiontól, a másik pedig a Bradford Forster Square, ez 0,6 mérföld (1 km)  távolságra van az arénától. A Bradford Interchange csatlakozik a Leedsi vasútállomáshoz a London North Eastern Raliway és a CrossCountry vasúti szolgáltatásokon keresztül, a Grand Central Railway pedig közvetlen járatot biztosít Londonba, és a First Bradford, valamint a Keighley Bus Company buszait indítja a létesítmény felé. A Northern Trains által üzemeltetett vonatközlekedést biztosító Forster Square szintén csatlakozik a Leedsi állomáshoz. A stadion nem biztosít parkolóhelyet a szurkolók számára meccsnapokon. 2000-ben a Valley Parade bővítésének részeként a klub zöld közlekedési tervet dolgozott ki, hogy ez által csökkentse az aréna körüli forgalmi torlódásokat. A tervek között szerepelt egy új vasútállomás a Leeds és a Bradford Forster Square közötti vonalon, valamint egy kedvezményes buszjárat is. Az állomás soha nem épült meg, a buszjáratot pedig az alacsony kihasználás miatt megszüntették.

## Fordítás
Ez a szócikk részben vagy egészben  a   Valley Parade című angol Wikipédia-szócikk ezen változatának fordításán alapul.  Az eredeti cikk szerkesztőit annak laptörténete sorolja fel. Ez a jelzés csupán a megfogalmazás eredetét és a szerzői jogokat jelzi, nem szolgál a cikkben szereplő információk forrásmegjelöléseként.